# Décès en août 1955
Décès
- 1951
- 1952
- 1953
- 1954
- 1955
- 1956
- 1957
- 1958
- 1959

Pour une information complémentaire, voir la page d'aide.

| Date    | Nom         | Pays                   | Activités                                  | Âge | Source |
| ------- | ----------- | ---------------------- | ------------------------------------------ | --- | ------ |
| 20 août | Marie Chaix | Drapeau de la France   | Femme politique française.                 | 69  |        |
| 22 août | Olin Downes | Drapeau des États-Unis | Critique musical et musicologue américain. | 69  |        |